# Barbara Christine von Bernhold
Barbara Christine von Bernhold, född 1690 i Wiesbaden, död 1756 i Kassel, var en tysk riksgrevinna och mätress till Karl I av Hessen-Kassel mellan 1711 och 1730. Hon tjänstgjorde också som överhovmästarinna, första dam och politisk rådgivare åt Vilhelm VIII av Hessen-Kassel mellan 1730 och 1756. 
Hon var dotter till den hessiska officeren Johann Ludwig von Bernhold och Anna Lucretia Stain. Hon blev tidigt hovdam hos Eleonore Maria Anna von Löwenstein-Wertheim, vid vars hov hon mötte Karl I. Efter att Karls hustru Maria Amalia av Kurland avlidit 1711 levde hon öppet med Karl vid hovet som hans officiella mätress. Hon fick slottet Ellingerode av honom 1721. Barbara Christine hade ett gott förhållande även till Karls söner, och efter Karls död 1730 tilläts hon stanna kvar vid hovet. Karls äldste son Fredrik I blev lantgreve, men eftersom han levde i Sverige blev hans bror Vilhelm VIII av Hessen-Kassel regent. Barbara Christine var överhovmästarinna och blev även Vilhelms politiska rådgivare. Eftersom Vilhelms hustru, Dorothea Wilhelmine av Sachsen-Zeitz, sedan 1725 hade levat inspärrad som mentalsjuk spelade hon även ceremoniellt rollen som hovets första dam. Vilhelm ansökte 1742 till kejsaren om titeln tysk riksgrevinna åt henne.  